# Pala San Giacomo
Il Pala San Giacomo è il primo palazzo dello sport della città di Conversano per capienza, costruito nella prima metà degli anni novanta del XX secolo per ospitare il torneo di pallamano ai Giochi del Mediterraneo 1997. La gestione dell'impianto è a carico del Comune di Conversano.
Adatto a tutte le discipline che si praticano al chiuso, è utilizzato prevalentemente per il gioco della pallamano. Ha una capienza di poco inferiore ai 4000 posti a sedere, suddivisi tra due tribune e due curve. 
Ha ospitato in più di un'occasione le partite della nazionale maschile e di quella femminile di pallamano.